# 기타 연주자

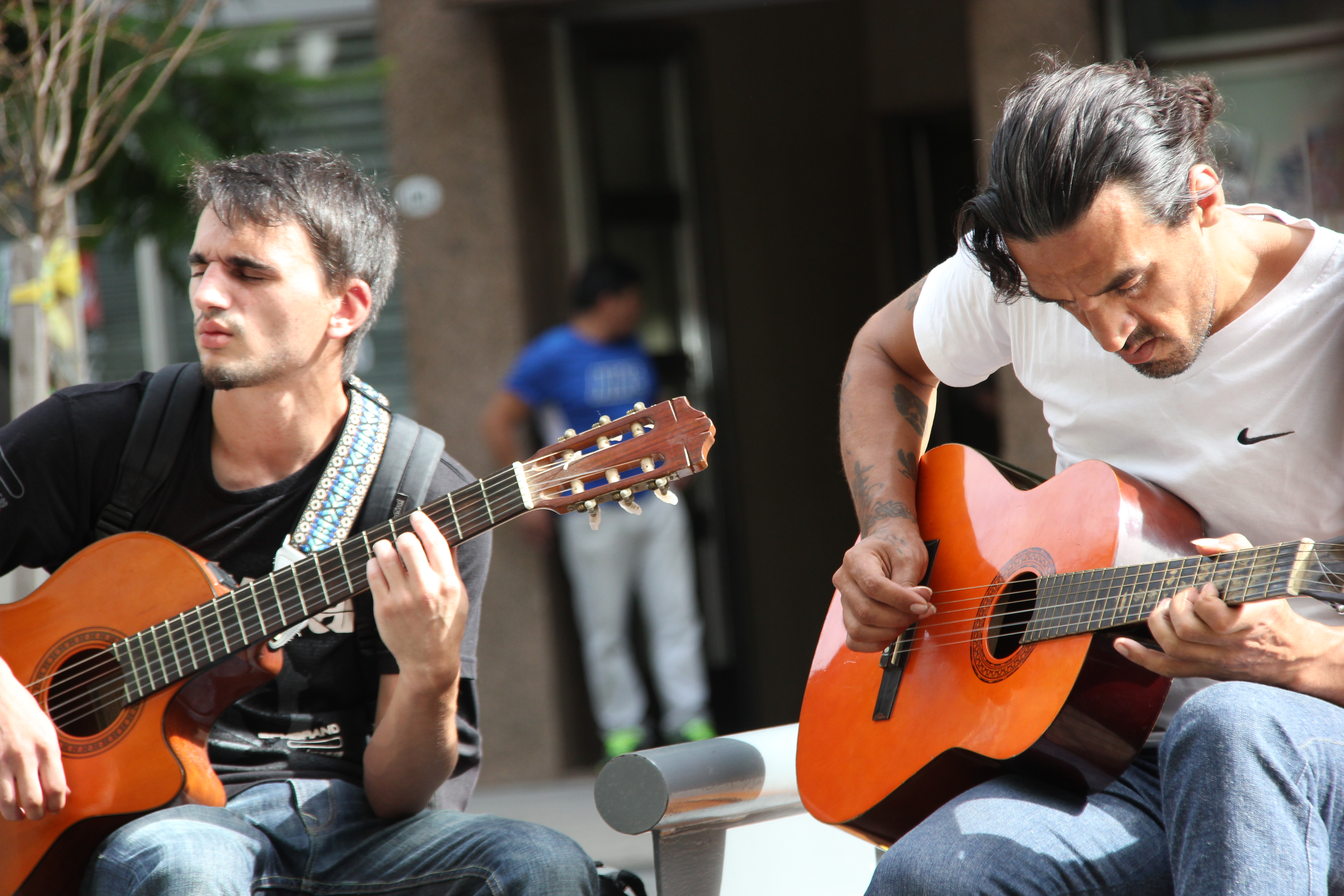
부에노스아이레스 시내의 기타 연주자들.

기타 연주자 또는 기타리스트(guitarist)는 기타를 연주하는 사람을 말한다. 기타리스트는 클래식 기타, 통기타, 일렉 기타, 베이스 기타와 같은 다양한 기타족 악기를 연주할 수 있다. 일부 기타리스트는 가창이나 하모니카 연주, 또는 둘 다를 통해 기타 연주에 반주를 곁들인다.

## 기술
기타리스트는 사용되는 현의 종류(나일론 또는 스틸)에 따라 핑거스타일을 포함한 여러 가지 기타 소리를 내는 방법을 사용할 수 있으며, 손가락으로 스트러밍하거나 뼈, 뿔, 플라스틱, 금속, 펠트, 가죽 또는 종이로 만든 기타 피크를 사용하여 연주할 수 있다. 멜로디 플랫피킹과 핑거피킹도 사용된다.
기타리스트는 또한 핑거링, 섬빙, 바레(특정 프렛에서 많은 또는 모든 현을 가로지르는 손가락), 그리고 일반적으로 유리나 금속으로 만든 슬라이드 기타를 포함하여 음표와 화음을 선택하는 다양한 방법을 사용할 수 있다. 이러한 왼손 및 오른손 기술은 연주 중에 혼합될 수 있다.

## 주목할 만한 기타리스트

### 록, 메탈, 재즈, 컨트리, 블루스
여러 잡지와 웹사이트에서는 역사상 가장 위대한 기타리스트 목록을 작성했는데, 예를 들어 롤링 스톤 잡지의 '역사상 가장 위대한 기타리스트 100인'이나 기타 월드 잡지의 '역사상 가장 위대한 기타리스트 100인' 등이 있다.

#### 롤링 스톤
이 목록의 첫 번째는 미국의 기타리스트 지미 헨드릭스로, 더 후의 기타리스트 피트 타운젠드가 소개했으며, 피트 타운젠드는 이 목록에서 10위를 차지했다.
영국 신문 가디언의 폴 매키네스는 독자들에게 이 목록을 설명하며 "놀랍게도 미국 잡지치고는 상위 10위권에 미국인들이 가득하다"고 썼지만, 상위 10위권에서 세 가지 예외를 언급하기도 했다. 온라인 잡지 블로그크리틱스는 이 목록이 자격이 없다고 주장되는 일부 기타리스트들을 포함시키고 조니 마, 알 디 미올라, 필 키지 또는 존 페트루치와 같이 작가가 더 가치 있다고 생각하는 일부 아티스트들을 누락했다고 비판했다.
2011년에 롤링 스톤은 이 목록을 업데이트했는데, 이번에는 기타리스트와 다른 전문가들로 구성된 패널이 선정했으며 상위 100인에는 에릭 클랩튼, 에디 반 헤일런, 키스 리처즈, 토니 아이오미가 포함되었다. 이전 목록에 포함되지 않았던 아티스트들도 추가되었다. 예를 들어 로리 갤러거는 57위에 랭크되었다.
'역사상 가장 위대한 기타리스트 100인'은 목록에 등장하는 아티스트들에 대한 많은 전기에서 언급된다.

#### 기타 월드
기타 전문 월간 음악 잡지인 기타 월드는 또한 '기타 월드 매거진 페이지에서 발췌한 역사상 가장 위대한 기타리스트 100인'이라는 책으로 그들의 100대 기타리스트 목록을 출판했다. 롤링 스톤 목록이 기타리스트를 내림차순으로 나열한 것과 달리, 기타 월드는 음악 장르별로 기타리스트를 구분했다. 예를 들어 하드 록 아티스트에게는 "하드 록의 군주들"을, 재즈 연주자에게는 "재즈맨"을 부여했다. 빌보드와 같은 다른 잡지에 실렸음에도 불구하고, 기타 월드의 이 출판물은 여성 음악가를 전혀 포함하지 않았다는 비판을 받았다. 그러나 기타 월드는 최근 카키 킹, 뮤리엘 앤더슨, 샤론 이스빈을 포함한 "여성 어쿠스틱 기타 연주자 8인" 목록을 발표했다.

#### 타임 등
레스 폴의 사망 이후, 타임 (잡지) 웹사이트는 일렉 기타의 위대한 아티스트 10인 목록을 발표했다. 롤링 스톤 잡지의 목록처럼 지미 헨드릭스가 최고의 기타리스트로 선정되었고, 이어서 건즈 앤 로지스의 슬래시 (음악가), 비.비. 킹, 키스 리처즈, 지미 페이지, 에릭 클랩튼이 뒤를 이었다. 온라인 음악 잡지인 Gigwise.com도 지미 헨드릭스를 역대 최고의 기타리스트로 꼽았고, 이어서 지미 페이지, 비.비. 킹, 키스 리처즈, 커크 해밋이 뒤를 이었다.

### 다른 장르
클래식 기타는 전통적으로 고음부에는 창자나 나일론 현을, 저음부에는 감은 현을 사용한다. 종종 자개 상감으로 장식된 이 악기는 한때 주로 손가락 끝으로만 연주되었다. 그러나 시간이 지나면서 기타리스트들은 손톱과 살을 조합하여 더 명확하고 표현력 있는 소리를 내고 다양한 음색 변화를 가능하게 했다. 이 기타 전통은 적어도 17세기와 18세기로 거슬러 올라가는데, 이때 4코스 악기가 귀족들 사이에서 인기를 끌었다. 19세기 초에는 페르난도 소르, 나폴레옹 코스트, 마우로 줄리아니 등 작곡가/연주자들이 콘서트홀과 가정 모임을 위한 수천 곡을 발표하면서 기타가 인기를 얻었다. 클래식 기타는 20세기에 녹음이 비교적 조용한 악기를 증폭시키면서 또 다른 인기 시기를 맞았다. 각 시대에 "주목할 만한" 클래식 기타리스트가 많이 있다.
최근 수십 년 동안 가장 유명한 플라멩코 기타리스트 중 한 명은 파코 데 루시아였다. 플라멩코 음악은 스페인 남부 안달루시아 지역과 관련된 인기 있는 전통 음악이다. 복잡한 싱코페이션 리듬이 집시 춤 스타일과 밀접하게 관련되어 있는 것이 특징이다. 플라멩코 기타리스트들은 종종 "칸테 혼도"(깊은 노래)를 부르는 플라멩코 가수들의 반주를 맡기도 한다. 데 루시아는 또한 클래식 및 재즈와 같은 다른 음악 장르로 성공적으로 넘어간 최초의 연주자 중 한 명이었다.
콰트로 기타는 푸에르토리코, 베네수엘라 및 기타 라틴아메리카 국가에서 연주되는 라틴 아메리카 현악기 악기족이다. 클래식 기타에서 유래했다. 일부는 비올라와 같은 모양을 가지고 있지만, 대부분의 콰트로는 작거나 중간 크기의 클래식 기타와 닮았다. 푸에르토리코와 베네수엘라에서 콰트로는 세속 음악과 종교 음악을 위한 앙상블 악기이며, 파티 및 전통 모임에서 연주된다. 크리스티안 니에베스는 푸에르토리코 콰트로 연주자로, 푸에르토리코 문화원에서 자국 악기인 푸에르토리코 콰트로의 가장 재능 있는 젊은 연주자로 인정받고 있다.